# 西経76度線
西経76度線（せいけい76どせん）は、本初子午線面から西へ76度の角度を成す経線である。北極点から北極海、北アメリカ、大西洋、カリブ海、南アメリカ、太平洋、南極海、南極大陸を通過して南極点までを結ぶ。
西経76度線は、東経104度線と共に大円を形成する。

## 通過する地域一覧
西経76度線は、北極点から南極点まで南に向かって以下の場所を通っている。
| 地理座標                                             | 国土・領土・領海 | 備考 |
| ---------------------------------------------------- | ---------------- | --- |
| 北緯90度0分 西経76度0分 / 北緯90.000度 西経76.000度  | 北極海           | |
| 北緯83度3分 西経76度0分 / 北緯83.050度 西経76.000度  | カナダ           | ヌナブト準州 — エルズミーア島 |
| 北緯77度59分 西経76度0分 / 北緯77.983度 西経76.000度 | バフィン湾       | バイロト島（ カナダ・ヌナブト準州、北緯72度54分 西経76度3分 / 北緯72.900度 西経76.050度）の東を通過                                                                                                 |
| 北緯72度34分 西経76度0分 / 北緯72.567度 西経76.000度 | カナダ           | ヌナブト準州 — バフィン島 |
| 北緯69度23分 西経76度0分 / 北緯69.383度 西経76.000度 | フォックス湾     | |
| 北緯69度1分 西経76度0分 / 北緯69.017度 西経76.000度  | カナダ           | ヌナブト準州 — ベアード半島（英語版）、バフィン島 |
| 北緯68度47分 西経76度0分 / 北緯68.783度 西経76.000度 | フォックス湾     | |
| 北緯68度18分 西経76度0分 / 北緯68.300度 西経76.000度 | カナダ           | ヌナブト準州 — プリンスチャールズ島 |
| 北緯67度15分 西経76度0分 / 北緯67.250度 西経76.000度 | フォックス湾     | |
| 北緯65度15分 西経76度0分 / 北緯65.250度 西経76.000度 | カナダ           | ヌナブト準州 — フォックス半島、バフィン島 |
| 北緯64度22分 西経76度0分 / 北緯64.367度 西経76.000度 | ハドソン海峡     | |
| 北緯62度20分 西経76度0分 / 北緯62.333度 西経76.000度 | カナダ           | ケベック州 オンタリオ州（北緯45度29分 西経76度0分 / 北緯45.483度 西経76.000度から）- オタワ（北緯45度25分 西経75度42分 / 北緯45.417度 西経75.700度）の西を通過                                      |
| 北緯44度21分 西経76度0分 / 北緯44.350度 西経76.000度 | アメリカ合衆国   | ニューヨーク州 ペンシルバニア州（北緯42度0分 西経76度0分 / 北緯42.000度 西経76.000度から） メリーランド州（北緯39度42分 西経76度0分 / 北緯39.700度 西経76.000度から）                               |
| 北緯38度17分 西経76度0分 / 北緯38.283度 西経76.000度 | チェサピーク湾   | |
| 北緯38度1分 西経76度0分 / 北緯38.017度 西経76.000度  | アメリカ合衆国   | メリーランド州 — スミス島（英語版） |
| 北緯37度56分 西経76度0分 / 北緯37.933度 西経76.000度 | チェサピーク湾   | |
| 北緯37度51分 西経76度0分 / 北緯37.850度 西経76.000度 | アメリカ合衆国   | バージニア州 — タンジール島（英語版） |
| 北緯37度49分 西経76度0分 / 北緯37.817度 西経76.000度 | チェサピーク湾   | |
| 北緯37度21分 西経76度0分 / 北緯37.350度 西経76.000度 | アメリカ合衆国   | バージニア州 — デルマーバ半島の先端部 |
| 北緯37度10分 西経76度0分 / 北緯37.167度 西経76.000度 | チェサピーク湾   | |
| 北緯36度55分 西経76度0分 / 北緯36.917度 西経76.000度 | アメリカ合衆国   | バージニア州 ノースカロライナ州（北緯36度33分 西経76度0分 / 北緯36.550度 西経76.000度から） |
| 北緯36度10分 西経76度0分 / 北緯36.167度 西経76.000度 | アルベマール湾   | |
| 北緯35度43分 西経76度0分 / 北緯35.717度 西経76.000度 | アメリカ合衆国   | ノースカロライナ州 |
| 北緯35度27分 西経76度0分 / 北緯35.450度 西経76.000度 | パムリコ湾       | |
| 北緯35度5分 西経76度0分 / 北緯35.083度 西経76.000度  | アメリカ合衆国   | ノースカロライナ州 — オクラコーク島（英語版） |
| 北緯35度4分 西経76度0分 / 北緯35.067度 西経76.000度  | 大西洋           | エルーセラ島（ バハマ、北緯25度7分 西経76度6分 / 北緯25.117度 西経76.100度）の東を通過 リトルサンサルバドル島（英語版）（ バハマ、北緯24度35分 西経75度57分 / 北緯24.583度 西経75.950度）の西を通過 |
| 北緯23度41分 西経76度0分 / 北緯23.683度 西経76.000度 | バハマ           | グレートエグズーマ島（英語版） |
| 北緯23度36分 西経76度0分 / 北緯23.600度 西経76.000度 | 大西洋           | Jumentos Cays（ バハマ、北緯22度44分 西経75度54分 / 北緯22.733度 西経75.900度）の西を通過 |
| 北緯21度6分 西経76度0分 / 北緯21.100度 西経76.000度  | キューバ         | |
| 北緯19度58分 西経76度0分 / 北緯19.967度 西経76.000度 | カリブ海         | ジャマイカ（北緯17度54分 西経76度11分 / 北緯17.900度 西経76.183度）の東を通過 |
| 北緯9度22分 西経76度0分 / 北緯9.367度 西経76.000度   | コロンビア       | |
| 北緯0度18分 西経76度0分 / 北緯0.300度 西経76.000度   | エクアドル       | |
| 南緯2度4分 西経76度0分 / 南緯2.067度 西経76.000度    | ペルー           | |
| 南緯14度28分 西経76度0分 / 南緯14.467度 西経76.000度 | 太平洋           | |
| 南緯60度0分 西経76度0分 / 南緯60.000度 西経76.000度  | 南極海           | |
| 南緯69度38分 西経76度0分 / 南緯69.633度 西経76.000度 | 南極大陸         | チリ（チリ領南極）と イギリス (イギリス領南極地域)が領有権を主張 |
| 南緯69度44分 西経76度0分 / 南緯69.733度 西経76.000度 | 南極海           | |
| 南緯72度47分 西経76度0分 / 南緯72.783度 西経76.000度 | 南極大陸         | チリ（チリ領南極）と イギリス (イギリス領南極地域)が領有権を主張 |